# Dicyphococcus bigibbus
Dicyphococcus bigibbus är en insektsart som beskrevs av Borchsenius 1959. Dicyphococcus bigibbus ingår i släktet Dicyphococcus och familjen skålsköldlöss. Inga underarter finns listade i Catalogue of Life.